# The Springfield Files
Десята серія 8 сезону "Сімпсонів" називається "The Springfield Files" (Спрінґфілдські файли).
У цьому епізоді Гомер стверджує, що бачив прибульця в лісі після п’ятничної вечірки. Ніхто йому не вірить, тому він звертається за допомогою до агентів Малдера і Скаллі з серіалу "Секретні матеріали".
Сюжет сповнений пародій на наукову фантастику, містичні історії та теорії змови. Після низки кумедних подій виявляється, що "прибулець" — це лише містер Бернс, який виглядав дивно через медичні процедури.
Ця серія славиться своїм унікальним стилем, кросовером із "Секретними матеріалами" та численними гумористичними моментами, включаючи епізодичну появу Леонарда Німоя.
| Мультфільми | Це незавершена стаття про анімаційний фільм. Ви можете допомогти проєкту, виправивши або дописавши її. |